# 大城真澄
大城 真澄（おおしろ ますみ、生年月日非公開 - ）は日本の熟女系の元AV女優。旧名井川留美。2008年3月引退。
身長：166cm。スリーサイズ：B87(F-65)cm・W65cm・H87cm

## 作品

### アダルトビデオ
大城真澄 名義
クリスタル映像
- 熟れ濡れ奥様はすご淫です2
- 潮吹き・痙攣・失禁 大昇天熟女編 3時間DX（2006年10月21日）オムニバス作品

マドンナ
- 四十路の性3（2006年6月25日）
- 特選 友達の母（2006年7月25日）
- チンポを欲しがる熟女たち2 （2006年9月25日）オムニバス作品
- マドンナ学園4 （2006年10月25日）共演:翔田千里、青木美里、柊麗子、増尾彩、天霧真世
- ふたりの兄嫁 真性中出し 沢木あゆみ×大城真澄（2007年5月25日）…他出演:沢木あゆみ
- マドンナファンの集い 美熟女と行く混浴温泉バスツアー 2（2007年5月25日）他多数共演
- 四十路の性 20 ～歴代オールスター集結SPECIAL～（2007年12月7日）共演:増尾彩、松浦ユキ、五月留美、椿美羚

小林興業
- 母親失格
- 隣の奥さんレイプ中出し（2006年11月5日）
- 人妻の手ほどき 大城真澄 神山愛美（2007年1月25日）他出演:神山愛美

溜池ゴローレーベル
- 集団熟痴女 人妻6人肉林編 （2006年9月13日）共演:松本亜璃沙、月島えりな、三上夕希、千野麗香、上戸美緒
- 裏出張人妻調教（2006年10月13日）
- 豪欲美夫人 金子里沙 大城真澄（2006年11月13日）共演:金子里沙
- 義母奴隷（2007年6月13日）
- 美熟女画報（2007年7月13日）
- 友人の母（2007年12月13日）
- お掃除おばさん（2008年4月1日）

映天
- 和服美人妻生殺し ～奥さん、感じるの我慢できたら許したるねん～ 大城真澄 37歳（2006年5月12日）
- 熟女フェチズム パンスト尻で卑猥なダンス 1（2006年10月19日）…共演:あずま樹

ジャネス
- 美熟女脚コキ物語（2007年8月25日）他出演:千野麗香
- ボディコン、お立ち台で踊ってた女たち 1（2007年10月25日）共演:あずま樹

その他
- 近親相姦 激愛No.5 真澄の場合（光夜蝶）
- 下着・乳・女体図鑑 人妻・熟女編（ティファコーポレーション）
- 中出し近親相姦（2005年11月18日、センタービレッジ）
- 中出し親子（2005年12月5日、NEWS）
- 広島素人不倫妻 大城真澄 42歳（2006年9月7日、大阪製作所）
- 母と娘の禁戒授業（2006年10月23日、V&S）他出演:北崎未来

井川留美 名義
クリスタル映像
- 人妻が濡れて我慢できない

RADIX
- 真珠夫人たちの告白　No.12
- 　同　No.13

グローバルメディアエンターテイメント
- 新近親遊戯　続・蔵の中の私No.7（2004年3月10日）

グローリークエスト
- 人妻恥悦旅行　No.21（2004年8月3日）

フォーエバー
- 高級四十熟女

メディアアーツ
- 40OVER　中○しぶっかけ病棟（2004年4月9日）…他出演:堤恵美子

ヒビノ、現映社、他多数出演。
井川優子 名義
ルビー
- 四十尻アナル嬲り 井川優子 四十一歳（2005年7月15日）
- 四十熟アナルレズ（2005年6月10日）共演:坂下洋子、安藤沙耶佳、中岡奈津子

### オリジナルビデオ
大城真澄 名義
- 人妻新鮮組 DVDスペシャル 3（2007年9月7日、竹書房）…他出演:中山りお、松浦ユキ